# Baía Terra Nova

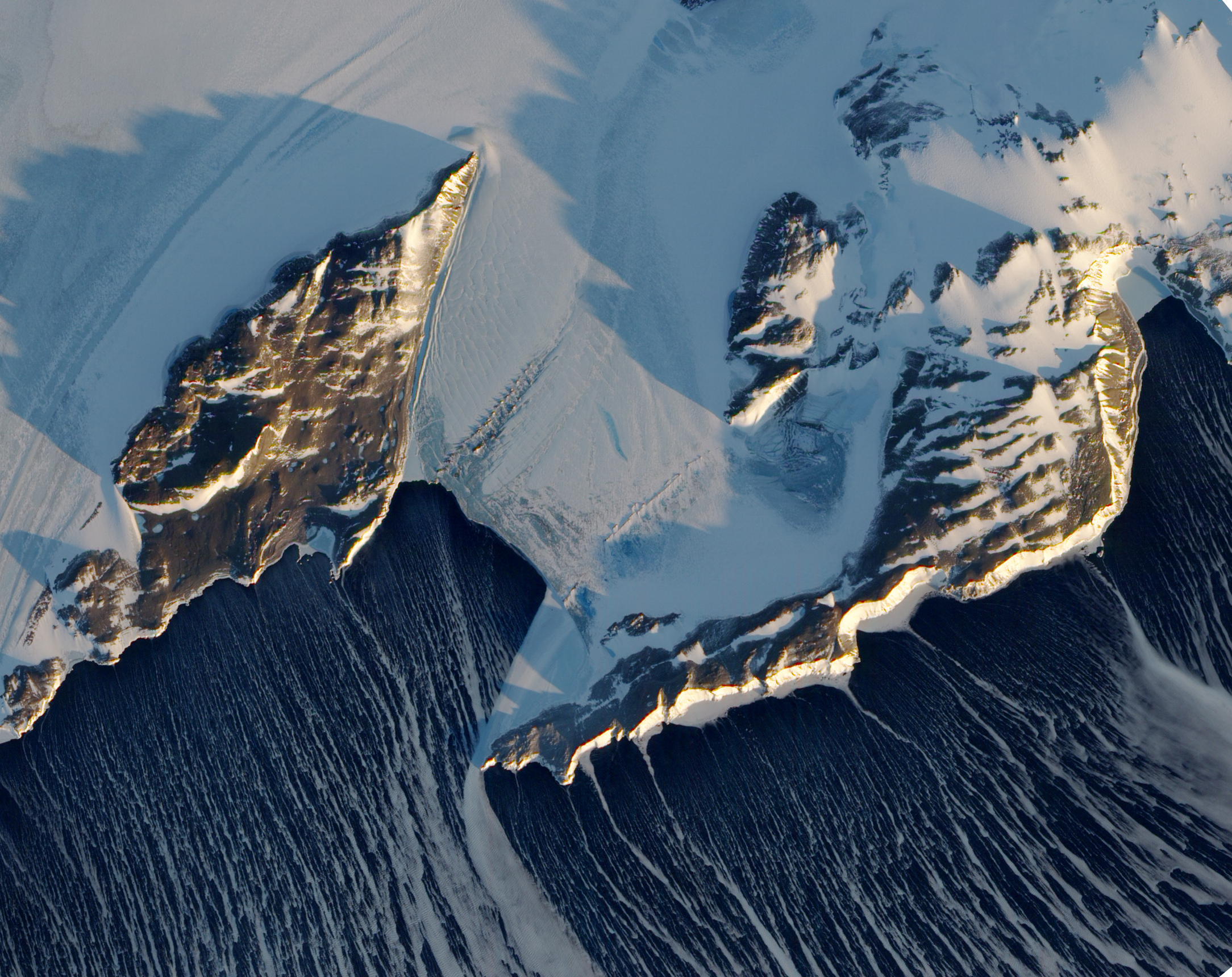
Imagem de satélite da Baía Terra Nova ao fundo, com a Ilha Inexpressible à esquerda.

A baía Terra Nova é uma baía que frequentemente está livre de gelo, tem cerca de 64 km de comprimento, entre o cabo Washington e a língua glaciar Drygalsk junto à costa da Terra de Vitória, na Antártida.
Foi descoberta pela Expedição Antártica Nacional britânica (conhecida como a Expedição Discovery) sob o comando de Scott, 1901-1904, e nomeada por ele depois como Terra Nova, um dos navios de auxílio para a expedição. A estação Zucchelli da Itália está localizada lá.